# Matt Blunt
Matthew Roy "Matt" Blunt (Contea di Greene, 20 novembre 1970) è un politico statunitense, membro del Partito Repubblicano e governatore del Missouri dal 2005 al 2009.

## Biografia
Matthew Roy Blunt nasce in Missouri dal politico Roy Blunt, Rappresentante e Senatore degli Stati Uniti per il Missouri, e da Roseann Ray Blunt.
Dopo aver frequentato la Jefferson City High School, Blunt ha frequentato la United States Naval Academy, ottenendo nel 1993 un Bachelor's degree.
Blunt durante la sua carriera navale ha preso parte a diverse operazioni militari, congedandosi con il grado di Tenente Comandante.

## Carriera politica

### Membro della Camera dei Rappresentanti del Missouri (1999-2001)
Nel 1998, Blunt entra in politica con il Partito Repubblicano e vince le elezioni per un seggio alla Camera dei rappresentanti del Missouri, mantenendo l'incarico fino al gennaio 2001.

### Segretario di Stato del Missouri (2001-2005)
Nel 2001, Blunt si è candidato per la carica di Segretario di Stato del Missouri, carica ricoperta anni addietro anche dal padre Roy. 
Alle elezioni generali, Blunt prevale sull'avversario Steve Gaw e assume le funzioni di Segretario di Stato del Missouri dal gennaio 2001.

### Governatore del Missouri (2005-2009)
Nel 2004, Blunt si candida alla carica di Governatore del Missouri contro la candidata del Partito Democratico Claire McCaskill, che aveva precedentemente sconfitto il Governatore uscente Bob Holden alle primarie.
Alle elezioni generali, Blunt sconfigge di misura con il 50,8% la McCaskill, ferma al 47%.
La vittoria di Blunt è avvenuta anche grazie all'aiuto partecipativo ottenuto da parte dell'allora Presidente George W. Bush alla sua campagna elettorale.
Blunt ha prevalso sull'avversaria soprattutto nelle zone più rurali dello Stato, mostrando vedute conservatrici soprattutto su temi sociali.
Nelle elezioni del 2008, Blunt decide inaspettatamente di non cercare un secondo mandato da Governatore, terminando quindi il mandato nel gennaio 2009.
Gli succede il Democratico Jay Nixon, che nelle elezioni generali ha prevalso sul repubblicano Kenny Hulshof.